# Макаров, Игорь Михайлович
И́горь Миха́йлович Мака́ров (22 октября 1927, Саратов — 14 января 2013, Москва) — советский и российский учёный в области робототехники и гибкого автоматизированного производства, академик РАН по Отделению нанотехнологий и информационных технологий (1987), заместитель министра высшего и среднего образования СССР по вопросам науки (1975—1988), основатель и руководитель кафедры «Проблемы управления» МГТУ МИРЭА (1980—2013).

## Биография
В 1950 году окончил факультет «Приборы и оборудование» в МАИ.
В 1950—1962 годах работал в Институте автоматики и телемеханики АН СССР, где в разное время занимал должности инженера, старшего инженера, младшего/старшего научного сотрудника, а также заместителя заведующего лабораторией. Основная часть его разработок (среди которых были решения теоретических и прикладных задач АСУ) имела оборонное значение. Его научный вклад был оценён, и 26 ноября 1974 года Игорь Михайлович избран членом-корреспондентом АН СССР по Отделению механики и процессов управления.
С 1953 года работал в Академии оборонной промышленности, а с 1959 года — во Всесоюзном заочном энергетическом институте (будущий МИРЭА), где в 1979 году им была основана кафедра «Проблемы управления», ныне являющаяся частью факультета Кибернетики.
В 1962—1975 годах работал в аппарате ЦК КПСС на должности заместителя заведующего отдела науки и учебных заведений, в 1975—1988 годах был заместителем Министра высшего и среднего образования СССР по вопросам науки.
В 1983 году создал лабораторию для системного анализа сложных компьютерно-интегрированных и автоматизированных систем при ИСА АН СССР, а 23 декабря 1987 года стал действительным членом (академиком) АН СССР по Отделению информатики, вычислительной техники и автоматизации.
В 1988—1991 годах — главный учёный секретарь Президиума АН СССР, в 1991—1997 годах — главный учёный секретарь РАН. С 1996 года — советник РАН.
Являлся председателем Научного совета по выставкам РАН и Научного совета по робототехнике и мехатронике РАН, руководителем Научно-учебного центра «Робототехника» при МГТУ им. Н. Э. Баумана, членом редколлегий нескольких научных журналов. Избран в иностранные академии наук, в почётные профессора иностранных университетов.
Автор многочисленных учебников и пособий, в том числе «Робототехника и ГАП», а также более 300 статей и монографий.
Сын — Сергей (1958-2023), российский бизнесмен.
Похоронен в Москве на Троекуровском кладбище.|

## Основные работы
- Линейные автоматические системы. 2-е изд. М., 1982 (совм. с Б. М. Менским);
- Теория выбора и принятия решений. М., 1982 (в соавт.);
- Теория автоматического управления. М., 1983 (в соавт.);
- Робототехника и гибкие автоматизированные производства. Кн. 1: Системные принципы создания гибких автоматизированных производств. М., 1986;
- Робототехника: история и перспективы. М., 2003 (совм. с Ю. И. Топчеевым).

### Научно-популярные выступления
- Робототехника и гибкоперестраиваемая технология / О. М. Белоцерковский, И. М. Макаров. — Москва : Знание, 1983. — 63 с. : ил.; 20 см. — (Б-чка «Союз науки и труда»).

## Награды и премии
- Орден «Знак Почёта»
- Орден Трудового Красного Знамени
- Орден Октябрьской Революции
- Орден «За заслуги перед Отечеством» IV (1997) и III (2003) степени.
- Орден Почёта (2010)[5]
- Государственная премия СССР (1984)
- Государственная премия Российской Федерации в области науки и техники (за 1995 год) за цикл работ «Теория и принципы построения систем идентификации и управления динамическими объектами в условиях неопределённости»[6]
- Премия Правительства Российской Федерации в области образования (за 2000 год)[7]

## Память
- В 2001 году в честь Игоря Михайловича названа одна из малых планет Солнечной системы: «Igormakarov»[8].